# ウィリー・カンブワラ
- ウィリー・カンバラ

ウィリー・カンブワラ・ンデングシ（Willy Kambwala Ndengushi, 2004年8月25日 - ）は、コンゴ民主共和国キンシャサ出身のプロサッカー選手。ビジャレアルCF所属。ポジションはディフェンダー。

## 経歴

### 生い立ち・ユース
コンゴ民主共和国で生まれ、5歳の時にフランスへ移住した。2018年にFCソショー＝モンベリアルのユースアカデミーに加入した。

### マンチェスター・ユナイテッドFC
2020年7月にプレミアリーグのリヴァプールFCやマンチェスター・ユナイテッドFCへの移籍が噂され、同年10月の移籍期限最終日にユナイテッドと契約した。加入後すぐに全治11ヶ月の怪我により離脱したが、2021年9月にU-18チームで復帰した。翌月にユナイテッドとプロ契約を結んだ。
2023年12月23日のウェストハム・ユナイテッドFC戦に出場してプロデビューした。

### ビジャレアルCF
2024年7月15日、ビジャレアルCFに移籍した。

## 代表歴
フランスとコンゴ民主共和国の代表資格を持つ。U-16フランス代表ではキャプテンを務めた。